# Hipokrat
Hipokrat s Kosa (o. 460. pr. Kr. – 370. pr. Kr.) bio je najpoznatiji antički grčki liječnik. Obično se smatra jednim od najistaknutijih ličnosti medicine svih vremena. Pripadao je školi asklepijada na grčkom otoku Kosu. U djelima kojima mu se pripisuju (Corpus hippocraticum ili "Hipokratovi rukopisi") odvojio je znanost od magije i praznovjerja, skupio i kritički proradio iskustva egipatskih i grčkih liječnika, te se stoga smatra ocem znanstvene medicine.
Hipokrat je smatrao da u razvoju svake bolesti postoje kritični dani. Dobro je opisao kliničke simptome pojedinih bolesti (npr. epilepsije i eklampsije, malarije, epidemijskog parotitisa) i neke kliničke sindrome (lice umirućeg, facies hippocratica). 
Hipokrat je iznio pretpostavku da su duševni poremećaji rezultat oboljelog mozga, i da je "sumanut čovjek" zapravo bolestan čovjek. U Hipokratovoj školi detaljno su opisani mozak s dvjema polutkama, moždane ovojnice, ukršteni moždani sindromi, upala i tumor mozga itd. Na osnovi simptoma Hipokrat nije postavljao dijagnozu, nego prognozu bolesti. 
Uz medikamente u tretmanu duševnih bolesti (u to vrijeme koristili su se različiti biljni pripravci, opij, kanabis, rauvolfija i druge, empirijski nađene tvari) preporučavao je odmor,  dijetu, gimnastiku, a kao najprikladniji lijek - rad. 
Insistirao je tome da liječnik mora poznavati uvjete u kojima bolesnik živi. Osnovna mu je misao bila da u liječenju treba poduprijeti prirodne otporne snage ljudskog organizma.  
Po Hipokratovu mišljenju, karakteristike ličnosti određuju četiri tjelesna soka od kojih je sastavljen ljudski organizam: sluz, žuta žuč, crna žuč i krv. Zdravlje je dobro miješanje (eukrazija), a bolest je poremećaj u mješavini tih sokova (diskrazija). Takvo mišljenje izvršilo je glavni utjecaj na Galena te kasnije i na srednjovjekovnu medicinu.
Corpus hippocraticum je zbirka oko 60 sačuvanih medicinskih djela, većinom napisanih između 430. pr. Kr. i 200. po. Kr. Tu je zbirku zapravo napisalo nekoliko ljudi s različitim stajalištima možda u aleksandrijskoj knjižnici gdje su se okupili pod Hipokratovim imenom. Nijedan od rukopisa koji je dio Corpusa ne može se smatrati da ga je sam Hipokrat napisao, a najmanje je jednog od njih napisao njegov šurjak Polibije.
Važan je Hipokratov doprinos kirurgiji (repozicija iščašenih udova, operacija empijema). Slavno, starodrevno medicinsko pravilo pripisano Hipokratu je Primum non nocere ("najprije ne naškoditi"); drugo pravilo glasi Ars longa, vita brevis ("život je kratak, a umjetnost je dugovječna"). Pod Hipokratovim imenom sačuvala se i zakletva starogrčkog liječnika – asklepijada; ona sadržava principe liječničke etike, koji i danas imaju svoju vrijednost.

## Djela
- Aforizmi
- Instrumenti za učašenje
- O epidemijama
- O zraku, vodi i tlu
- O antičkoj medicini
- O fistulama
- O frakturama
- O hemoroidima
- O ozljedama glave
- O prehrani tijekom akutnih bolesti
- O zglobovima
- O svetoj bolesti
- O kirurgiji
- O čirevima
- Knjiga prognoza
- Zakon
- Zakletva

## Poveznice
- Hipokratova zakletva
- Hipokratovo lice
- Hipokratovi prsti (deformacija)
- Medicinska astrologija
- Hipokratova klupa